# Ciria
Ciria település Spanyolországban, Soria tartományban. Ciria Reznos, Torrubia de Soria, Noviercas, Borobia, Pomer, Malanquilla és Torrelapaja községekkel határos. Lakosainak száma 70 fő (2024).

## Népesség
A település népessége az elmúlt években az alábbi módon változott:
| Lakosok száma | 114  | 103  | 106  | 102  | 99   | 95   | 90   | 88   | 74   | 70   |
|               | 2001 | 2004 | 2007 | 2009 | 2012 | 2014 | 2017 | 2019 | 2022 | 2024 |